# Île de la Borgne
L'île de la Borgne est une localité française qui fut longtemps une île fluviale sur la Dordogne, située sur la commune de Pinsac.

## Localisation
L'île se trouve au pied du village de Blanzaguet, dépendant de la commune de Pinsac, mais juste en face du bourg de Lacave.

## Description
Aujourd'hui, l'île est devenue une presqu'île ; en effet, le petit bras de la Dordogne (à l'est) s'est comblé dans sa partie nord, laissant le passage à une route qui donne accès à la rive gauche de la rivière (côté Lacave).
Elle s'étend sur plus de 1,5 km de longueur pour environ 500 m de largeur et est en grande partie cultivée en son centre. Elle comprend quelques bâtiments qui abritent les centres UCPA (Union des centres de plein air). 
Il y existe une Association des propriétaires de l'île de la Borgne.

## Histoire
Elle a été au cœur en 1895 d'une affaire judiciaire après un phénomène géologique.